# ざんねんないきもの事典
『ざんねんないきもの事典』（ざんねんないきものじてん、正式名称：おもしろい!進化のふしぎ ざんねんないきもの事典）は、高橋書店が出版している児童書。動物を題材としている。

## 概要
動物たちの一般に知られていない〝ちょっと残念〟な一面を魅力として読者に伝え、動物への親近感を深めることを目的とした事典。主に小学生4年生をターゲットとして出版されたが、一般層にも人気の作品となっている。
本書のページは「イラスト」「ざんねんな特徴の概要」「概要の要約」という3部構成になっている。小学生低学年までを「特徴の概要」の対象とし、それ以降の年齢層は「概要の要約」を読むことによってより理解を深めることを狙いとしている。
また、オリコンの“本”ランキングの総合部門にあたるBOOK部門で2017年8月28日に1位を獲得した。 高橋書店の出版物での総合1位は、2008年4月の当ランキング発表開始以来初めてであった。2020年9月時点でシリーズ累計発行部数は420万部を突破している。
2017年11月10日から2018年4月8日にかけて、東京・豊島区の複合施設「サンシャインシティ」内の「サンシャイン水族館」で『ざんねんないきもの展』が実施された。

## 内容

### おもしろい!進化のふしぎ ざんねんないきもの事典[7]

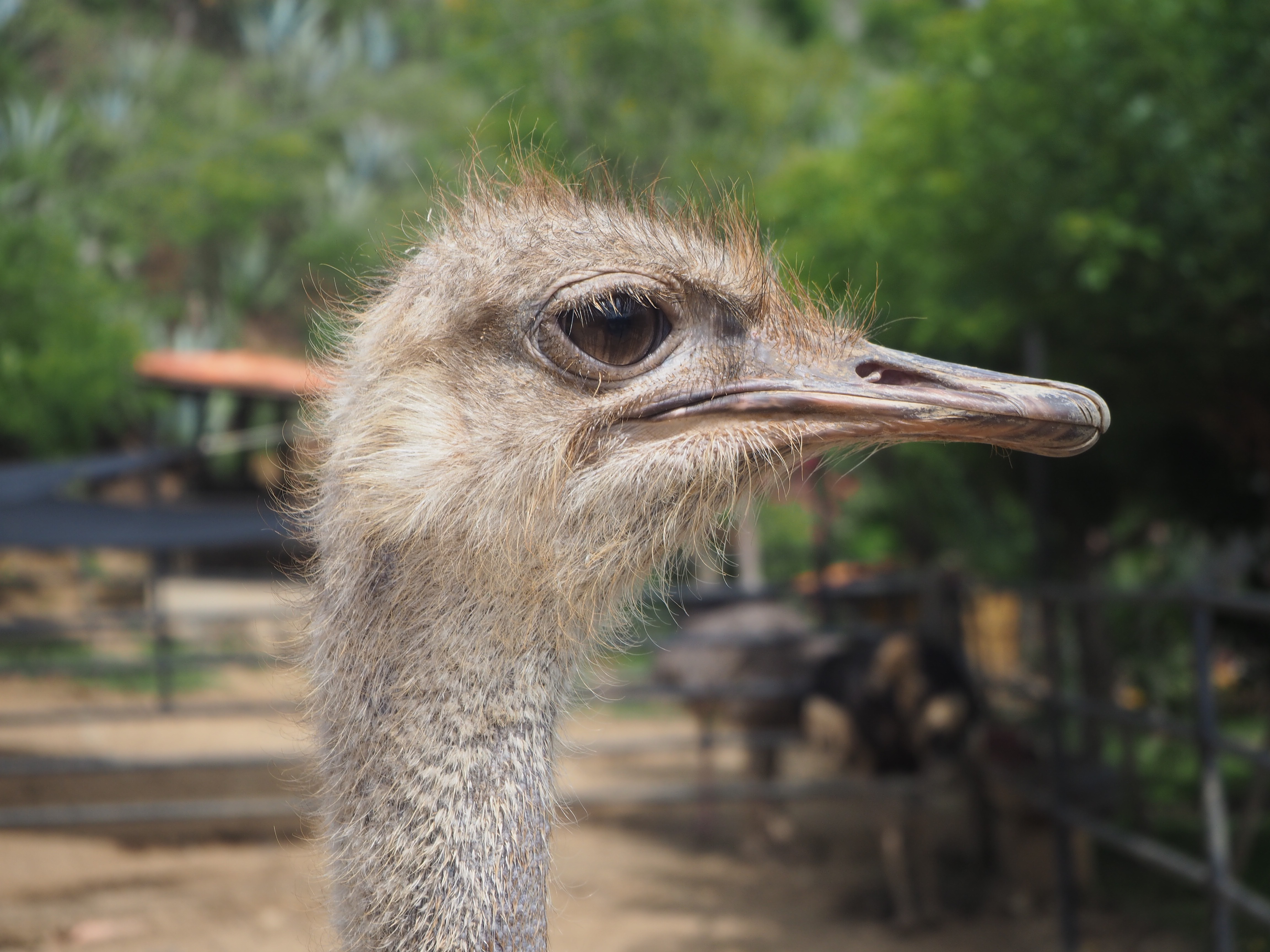
ダチョウの頭部

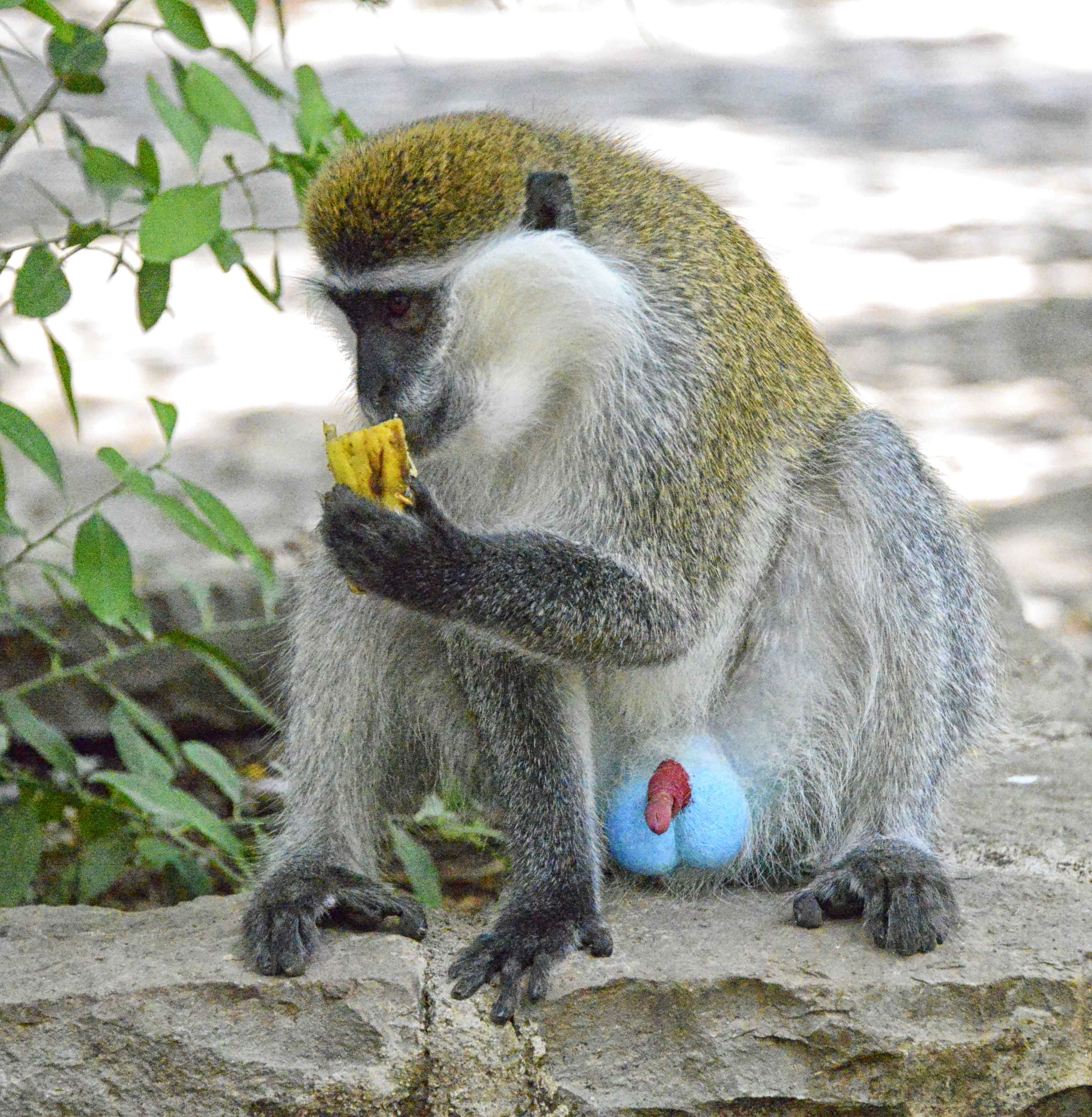
サバンナモンキー

本書は第1章「ちょっぴり進化のお話」、第2章「ざんねんな体」、第3章「ざんねんな生き方」、第4章「ざんねんな能力」という4章構成で展開される。
末ページ付近に「いきもの」の索引があり、掲載された生物が脊索動物と無脊索動物の二グループに分類され、そこから哺乳類・鳥類・爬虫類・両生類・硬骨魚類・ホヤ類・ヒトデ類・ナマコ類・昆虫類・甲殻類・鋏角類・真クマムシ類・頭足類・腹足類・クラゲ類といった15の生物群に分類。索引からも知識を得ることができる。

#### 主な掲載内容
- ダチョウの脳みそは目玉より小さい
- ワニが口を開く力はおじいちゃんの握力に負ける
- イルカは眠ると溺れる
- ドウケツエビはおりの中で一生を過ごす
- サソリは紫外線を当てると光るが、意味はない
- サバクツノトカゲはピンチになると、目から血を出す

### おもしろい!進化のふしぎ 続ざんねんないきもの事典[8]
シリーズ第2巻。今作からは恐竜や絶滅動物にも焦点を当てたネタが登場している。また「ざんねんなこだわり」という章が登場している。

#### 主な掲載内容
- キリンは長い舌で鼻くそをほじる
- インドコブラは音が聞こえないのにおどる
- サバンナモンキーの金玉はスカイブルー
- ステゴサウルスの脳みそはたこ焼きサイズ
- ステラーダイカイギュウはやさしすぎてほろんだ
- オシドリの夫婦は実は毎年相手が違う
- うまれたばかりのゾウは長い鼻を持て余す
- バットフィッシュはたらこ唇で獲物をおびき寄せる

### おもしろい!進化のふしぎ 続々ざんねんないきもの事典[9]
シリーズ3巻。今作からは植物にも焦点を当てている。

#### 主な掲載内容
- カタカケフウチョウはなぞの生命体に変身して愛を伝える
- リスはほお袋で食べ物がくさって病気になる
- ラクダのコブはたまにしおれる
- アベコベガエルは成長するとどんどん小さくなる
- オギはススキと間違えられてお月見のお供にされがち
- キンギョは雑に飼うとフナになる
- サーバルは耳がよすぎて狩りができないことがある
- ミイデラゴミムシは高温のおならをかます

### おもしろい!進化のふしぎ もっとざんねんないきもの事典[10]
第4巻となる本書は第１章「進化の歴史のお話」、第２章「すごいけどざんねん」、第３章「体がざんねん」、第４章「生き方がざんねん」、第５章「能力がざんねん」という5章構成で展開される。

#### 主な掲載内容
- アホウドリはうんこを国にされた
- ジンベエザメは歯が8000本も生えているが、ほぼ使わない
- カキの性別は大きさ次第
- ハリセンボンの針は1000本もない
- ブチハイエナのオスは肩身が狭い
- カンガルーの誕生日はてきとう
- シマウマの鳴き声はワンワン

### おもしろい!進化のふしぎ さらにざんねんないきもの事典[11]
第5巻となる本書は第１章「進化の歴史のお話」、第２章「体がざんねん」、第３章「生き方がざんねん」、第４章「能力がざんねん」、第５章「こだわりがざんねん」、第６章「一方的にざんねん」という6章構成で展開される。

#### 主な掲載内容
- チンチラはぬれたら、もう乾かない
- アマゾンツノガエルの角は、まぶた
- ライオンは草に苦しめられる
- トマトは200年くらいほっとかれた
- テナガザルはよく骨折する
- フラミンゴは25m助走しないと飛べない
- デグーはお腹がすきすぎると、ウシのうんこに手を出す
- マエガミジカは鋭い牙を持つのに、草しか食べない
- ミーアキャットはクロオウチュウにだまされる
- 麹菌は納豆菌の勢いについていけない

### おもしろい!進化のふしぎ ますますざんねんないきもの事典[12]
第6巻となる本書は第１章「ざんねんな進化のマンガ」、第２章「こだわりがざんねん」、第３章「体がざんねん」、第４章「生き方がざんねん」、第５章「能力がざんねん」、第６章「どっちもざんねん」という6章構成で展開される。

#### 主な掲載内容
- トビハゼはメスの気を引こうとほっぺにチューしまくる
- 声がでかいアメリカバイソンはモテない
- オニナラタケは地球で一番大きな生き物なのに、目立たない
- ホッキョクウサギはギャップがすごい
- ハトはうんこを爆弾に使われた
- ヤエヤマサソリのオスは行方不明
- ハクトウワシが夫婦になるには勇気が必要
- バクのアピールはおしっこスプレー
- ウツボカズラはツパイのトイレにされる。そしてツパイはウツボカズラの落とし穴にはまる
- タコはイルカに遊ばれる。だが、イルカはタコがつまって死ぬことがある

### おもしろい！ 進化のふしぎやっぱりざんねんないきもの事典[13]
シリーズ第7巻。「ざんねんな進化のマンガ」、「すごいけどざんねん」、「強いけどざんねん」、「可愛いけどざんねん」、「こだわりがざんねん」、「ただただざんねん」の全6章構成。

#### 主な掲載内容
- ビンツロングのおしっこは、バターポップコーンの香り
- ジェレヌクは仁王立ちで食事する
- トラは狩りの最中に寝落ちする
- クロサイは見た目と声のギャップがすごい
- ジャイアントパンダは栄養不足で仕方なく白黒の体をしている
- ペンギンはいつも空気イス
- オオツノジカは大きすぎる角があだとなった
- カブトガニは超ねぼすけ
- ワオキツネザルのオスはへたれ
- ワラビーはちょっとした音にも超ビビる

### おもしろい!進化のふしぎ とことんざんねんないきもの事典[14]
第8巻となる本書は第１章「ざんねんな進化のマンガ」、第２章「好きな相手にはざんねん」、第３章「ふだんからざんねん」、第４章「食べるときだけざんねん」、第５章「仕事中でもざんねん」、第６章「ゆだんしてるとざんねん」という6章構成で展開される。

#### 主な掲載内容
- ライオンのたてがみは、黒いほどモテる
- ジャコウウシは頭突きで決着をつける　しかも、脳にダメージを受ける
- フクロアリクイに袋はない　しかも、アリクイですらない
- ラーテルは世界一怖いもの知らず　しかも、毒にも強い
- カピバラは毎日、木で歯磨きしないと死ぬ　しかも、中には石でガリガリ歯磨きするものも
- ビーバーの前歯はオレンジ色
- アホウドリの着地は激突
- コモドオオトカゲの狩りは1週間かかる
- クモは自分の罠にはまる
- ミミズは黒い方へ行く

### おもしろい！進化のふしぎ　まだまだざんねんないきもの事典[15]
シリーズ第9巻。「ざんねんな進化のふしぎ」、「見たことないざんねん」、「見かけによらないざんねん」、「よく見るとざんねん」、「見たまんまざんねん」、「いなくなったざんねん」の6章構成。

#### 主な掲載内容
- ケラマジカのオスは母親に島から追い出される
- ロクロクビオトシブミは頭と体が遠すぎる
- ザトウクジラは去年の歌を歌うとモテない。さらにフジツボを付けているが、実はかゆい
- ヘラクレスオオカブトは湿ると地味になる
- ヒクイドリのメスはフラれると怒り狂ってオスを追いかけまわす
- メダカは一生お腹いっぱいになれない
- キルクディクディクはうんことおしっこをしてケンカをやめる
- ゴリラはうんこを投げてプロポーズする
- トリケラトプスは頭が重すぎてほぼ動かせなかった　さらに、フリルを狙われがち
- ブラキオサウルスはモテを意識しすぎた

## 情報
- 今泉忠明（監修）/丸山貴史（文）/下間文恵・徳永明子・かわむらふゆみ（イラスト）、高橋書店、既刊7冊
  1. 『おもしろい!進化のふしぎ ざんねんないきもの事典』2016年5月25日発売、ISBN 978-4-471-10364-4
  2. 『おもしろい!進化のふしぎ 続ざんねんないきもの事典』2017年6月9日発売、ISBN 978-4-471-10368-2
  3. 『おもしろい!進化のふしぎ 続々ざんねんないきもの事典』2018年5月28日発売、ISBN 978-4-471-10369-9
  4. 『おもしろい!進化のふしぎ もっとざんねんないきもの事典』2019年6月27日発売、ISBN 978-4-471-10374-3
  5. 『おもしろい!進化のふしぎ さらにざんねんないきもの事典』2020年5月26日発売、ISBN 978-4-471-10387-3
  6. 『おもしろい!進化のふしぎ ますますざんねんないきもの事典』2021年4月24日発売、ISBN 978-4-471-10390-3
  7. 『おもしろい!進化のふしぎ やっぱりざんねんないきもの事典』2022年4月16日発売、ISBN 978-4-471-10393-4

## アニメ
2018年8月6日-10日、2018年8月13日-17日NHK-Eテレで放送開始。 本放送時間は9:50-9:55。
2019年には第11話が3月28日10:00-10:05に、第12話が3月29日9:35-9:40に、それぞれ放送された。さらに7月29日から8月7日にかけて月曜から金曜の午前9:30-9:35、および7月29日から8月1日にかけての午後9:55-10:00に、再放送を交えて新作を放送。2021年1月31日からは毎週日曜19:23-19:28に新作エピソードを順次放送。2022年には2月13日から3月13日にかけて、毎週日曜19:25-30の放送枠で新作26-30話が放送された。
- ナレーション：玄田哲章、日髙のり子
- 監督：青木純
- 音楽、うた：羽深由理

### 参加クリエーター
- 徳永真利子
- ウチヤマユウジ
- 高嶋友也
- 池亜佐美

### エピソードリスト
1. コアラ/テントウムシ/ウォンバット
2. アライグマ/サバクツノトカゲ/オカモノアラガイ
3. フクロウナギ/コウテイペンギン/クシケアリ
4. バビルサ/バン/ラッコ
5. クジャクグモ/アルマジロ/リュウグウノツカイ
6. キリン・ウマ/ピンチは進化のチャンスである/進化の歌
7. ウミイグアナ/ハチドリ/ゾウ
8. ワニ/オシドリ/バットフィッシュ
9. メガネザル/トナカイ/ムシクソハムシ/クマサカガイ
10. カカポ/キツネ/マンボウ
11. シマリス/ニュウドウカジカ/カピバラ
12. マナティー/キリン/カメムシ
13. カ/サーバルキャット/ザリガニ
14. ゴリラ/チンアナゴ/カタカケフウチョウ
15. フンコロガシ/エリマキトカゲ/イイズナ
16. ウーパールーパー/カバ/カブトムシ
17. ハリセンボン/ミユビナマケモノ/ティラノサウルス
18. ニワトリ/ホタル/オオカミ
19. アベコベガエル/セイウチ/キンギョ
20. ダチョウ/チンパンジー/キンチャクガニ
21. フラミンゴ/ホッキョクグマ/インドコブラ
22. カオジロガン/トビウオ/チンチラ
23. トノサマバッタ/イチゴ/お名前相談所
24. ワオキツネザル/トマト/カタツムリ
25. ハシビロコウ/カンガルー/ざんねんなうわさ
26. シマウマ/フクロウ/ニコヤカヒメグモ
27. コキンチョウ/ユノハナガニ/ステラーダイカイギュウ
28. カメレオン/ニホンザル/ウツボカズラ＆ツパイ
29. オオトウゾクカモメ/タコ＆イルカ/デグー
30. コノハムシ/ヘラジカ/トビハゼ

## テレビドラマ
2020年10月8日（7日深夜）から2021年3月25日（24日深夜）までテレビ東京系列の水曜ミニドラマ第2弾として、木曜 0時52分から0時58分（水曜深夜）に放送されていた。1話2分30秒のミニドラマ。全24回。竹中直人演ずる神様が主人公となり、現代人と「ざんねんないきもの」との類似点を示しながら、愛おしさも見出すという内容。
各話地上波放送前の水曜21:00に動画配信サービスParaviで配信される。

### キャスト

#### レギュラー
- 神様 - 竹中直人
- 犬養草介 - 三宅弘城
- 朝井翼 - 磯村勇斗
- 森山美音 - 畑芽育
- 宇多りく - 新津ちせ

#### ゲスト
第1話
- 宇多賢人 - 波岡一喜（第9話・第15話）[21]
- 宇多の上司 - 板倉佳司

第2話
- 鰐田 - 横山だいすけ[21]
- 森本和満 - 森本のぶ（第12話・第20話）

第3話
- 宇多（雨津）姫子 - 比嘉愛未（第7話・第13話）[21]

第4話
- 美音の父 - 大西信満[22]
- 美音の母 - キタキマユ[22]

第5話
- 剛田守 - 板橋駿谷[21]

第6話
- 唐氏彰 - 六角精児[21]
- 女子社員 - 半田美樹

第8話
- 河愛蕨 - 玉野るな
- マネージャー - 鎌苅健太[22]

第9話
- 漆原龍一 - 西銘駿[21]

第10話
- 大上直樹 - 村田雄浩[21]
- 屋良 - 屋良学
- 谷 - 谷手人

第11話
- 川合 - 小林よしひさ[21]

第12話
- 飯塚尚美 - ハシヤスメ・アツコ（BiSH）[21]
- 三浦恵美子 - 田所ちさ
- 神田三郎 - 福澤重文

第14話
- 犬養殿子 - しゅはまはるみ（第17話・第22話）[21]

第15話
- 少年 - 鈴木凛太郎
- 少年の父 - 鈴木源太郎

第16話
- 郡司駆 - 福山翔大[21]
- 庭野博文 - 田中幸太朗（第20話）[21]

第17話
- 犬養禄郎 - 井上拓海（第21話・第22話）

第18話
- 犬養幹輝 - 川岸釈天
- 小学生 - 丹春乃

第19話
- 坂東 - ついひじ杏奈[22]
- 入鹿 - 斎藤さらら[22]

第21話
- 美音の友人 - 藍井柚來、河合玲奈、日又琉

第23話
- 田辺先生 - 中村優一[22]

### スタッフ
- 脚本 - 保木本真也、下田悠子、高明、久万真路
- 監督 - 久万真路、千村利光、高明
- プロデューサー - 漆間宏一（テレビ東京）、鈴木伸明（キュー・テック）
- 音楽 - 石塚徹、鈴木俊介、田井モトヨシ
- 製作著作 - ミニドラマ「ざんねんないきもの事典」製作委員会

### 放送日程
| 話数   | 放送日         | サブタイトル     | 脚本                | 監督     |
| ------ | -------------- | ---------------- | ------------------- | -------- |
| 第1話  | 2020年 10月8日 | オランウータン   | 保木本真也          | 久万真路 |
| 第2話  | 10月15日       | ワニ             | 高明                | 高明     |
| 第3話  | 10月22日       | トマト           | 久万真路            | 久万真路 |
| 第4話  | 10月29日       | ラッコ           | 下田悠子            | 久万真路 |
| 第5話  | 11月5日        | ゴリラ           | 保木本真也          | 久万真路 |
| 第6話  | 11月12日       | シジュウカラ     | 保木本真也          | 久万真路 |
| 第7話  | 11月19日       | アマツバメ       | 保木本真也          | 久万真路 |
| 第8話  | 11月26日       | クアッカワラビー | 下田悠子            | 千村利光 |
| 第9話  | 12月3日        | ウーパールーパー | 下田悠子            | 久万真路 |
| 第10話 | 12月10日       | オオカミ         | 下田悠子            | 高明     |
| 第11話 | 12月17日       | カナダカワウソ   | 下田悠子            | 高明     |
| 第12話 | 12月24日       | イイズナ         | 千村利光            | 千村利光 |
| 第13話 | 2021年 1月7日  | アデリーペンギン | 下田悠子            | 高明     |
| 第14話 | 1月14日        | トノサマバッタ   | 下田悠子            | 高明     |
| 第15話 | 1月21日        | メロン           | 下田悠子            | 千村利光 |
| 第16話 | 1月28日        | グッピー         | 保木本真也          | 千村利光 |
| 第17話 | 2月4日         | フクロテナガザル | 保木本真也          | 高明     |
| 第18話 | 2月11日        | クワガタ         | 保木本真也          | 久万真路 |
| 第19話 | 2月18日        | バンドウイルカ   | 下田悠子            | 久万真路 |
| 第20話 | 2月25日        | ニワトリ         | 保木本真也          | 久万真路 |
| 第21話 | 3月4日         | フクロウ         | 下田悠子            | 千村利光 |
| 第22話 | 3月11日        | プレーリードッグ | 保木本真也          | 千村利光 |
| 第23話 | 3月18日        | リス             | 保木本真也          | 久万真路 |
| 第24話 | 3月25日        | にんげん         | 保木本真也 下田悠子 | 久万真路 |

| テレビ東京系 水曜ミニドラマ                 | テレビ東京系 水曜ミニドラマ                              | テレビ東京系 水曜ミニドラマ                                |
| 前番組                                      | 番組名                                                   | 次番組                                                     |
| ------------------------------------------- | -------------------------------------------------------- | ---------------------------------------------------------- |
| きょうの猫村さん （2020年4月9日 - 9月17日） | ざんねんないきもの事典 （2020年10月8日 - 2021年3月25日） | 廃枠                                                       |
| 木曜0:52 - 0:58枠（水曜深夜）               |                                                          |                                                            |
| きょうの猫村さん                            | ざんねんないきもの事典                                   | 理想のオトコ 【ドラマParavi】 ※0:40 - 1:10（18分繰り上げ） |

## 映画
『映画ざんねんないきもの事典』は、2022年7月8日公開のアニメーション映画。南極、オーストラリアと、日本の安曇野の3カ所を舞台にオリジナルストーリーで描かれる。

### キャスト
- リロイ - 花江夏樹
- ジェイソン - 榎木淳弥
- クーカ - 松岡禎丞
- ワンダ - 小松未可子
- リロイのママ - 日髙のり子
- ウサオ - 内田真礼
- ウサギ崎先輩 - 下野紘
- 月子 - 沢城みゆき
- モグモグ - ムロツヨシ
- グララ - 伊藤沙莉

### スタッフ
- 原作 - 「ざんねんないきもの事典」シリーズ（高橋書店刊）
- 監修 - 今泉忠明
- プロデューサー - 高山晃
- 監督 - ウチヤマユウジ（南極編「ペンたび」）、イワタナオミ（オーストラリア編「リロイのホームツリー」）、由水桂（日本編「はちあわせの森」）
- 脚本 - ウチヤマユウジ（南極編「ペンたび」）、加藤陽一（オーストラリア編「リロイのホームツリー」）、細川徹（日本編「はちあわせの森」）
- アニメーション制作 - ファンワークス
- 製作 - 「映画ざんねんないきもの事典」製作委員会
- 配給 - イオンエンターテイメント

## 舞台
ざんねん系おもタメミュージカル『ざんねんないきもの事典～いきものたちの逆襲～』というタイトルで、2022年8月18日から28日にあうるすぽっとにて上演された。

### キャスト（舞台）
- 眞嶋秀斗
- 前田隆太朗
- 坪倉康晴
- 田崎礼奈
- 矢島舞美
- 加藤啓
- 野口かおる
- 小川菜摘

### スタッフ（舞台）
- 原作 - 「ざんねんないきもの事典」シリーズ（高橋書店）
- 脚本・作詞・演出 - 村上大樹
- 音楽 - 楠瀬拓哉